# WTA Tour 2004
Die WTA Tour 2004 war der 34. Jahrgang der Damentennis-Turnierserie, die von der Women’s Tennis Association ausgetragen wird.
Die Teamwettbewerbe Hopman Cup und Fed Cup sind nicht Bestandteil der WTA Tour. Hier werden sie dennoch aufgeführt, da die Spitzenspielerinnen diese Turniere in der Regel spielen.

## Turnierplan
| Kategorie          |
| ------------------ |
| Grand Slam         |
| Tour Championships |
| Tier I             |
| Tier II            |
| Tier III           |
| Tier IV & V        |

| Sonstige          |
| ----------------- |
| Hopman Cup        |
| Fed Cup           |
| Olympische Spiele |

### Erklärungen
Die Zeichenfolge von z. B. 128E/96Q/64D/32Q/32M hat folgende Bedeutung:

128E = 128 Spielerinnen spielen im Einzel

96Q = 96 Spielerinnen spielen die Qualifikation

64D = 64 Paarungen spielen im Doppel

32Q = 32 Paarungen spielen die Qualifikation

32M = 32 Paarungen spielen im Mixed

### Januar
| Datum 1 | Turnier                                                                                       | Sieger(in)                           | Finalgegner(in)                      | Ergebnis       |
| ------- | --------------------------------------------------------------------------------------------- | ------------------------------------ | ------------------------------------ | -------------- |
| 05.01.  | Hopman Cup Perth, Australien ITF – 1.000.000 $ Hartplatz                                      | Lindsay Davenport James Blake        | Daniela Hantuchová Karol Kučera      | 2:1            |
| 05.01.  | Uncle Tobys Hardcourts Gold Coast, Australien Tier III – 170.000 $ Hartplatz – 30E/32Q/16D/4Q | Ai Sugiyama                          | Nadja Petrowa                        | 1:6, 6:1, 6:4  |
| 05.01.  | Uncle Tobys Hardcourts Gold Coast, Australien Tier III – 170.000 $ Hartplatz – 30E/32Q/16D/4Q | Swetlana Kusnezowa Jelena Lichowzewa | Liezel Huber Magdalena Maleewa       | 6:3, 6:4       |
| 05.01.  | ASB Classic Auckland, Neuseeland Tier IV – 140.000 $ Hartplatz – 32E/32Q/16D/4Q               | Eleni Daniilidou                     | Ashley Harkleroad                    | 6:3, 6:2       |
| 05.01.  | ASB Classic Auckland, Neuseeland Tier IV – 140.000 $ Hartplatz – 32E/32Q/16D/4Q               | Mervana Jugić-Salkić Jelena Kostanić | Virginia Ruano Pascual Paola Suárez  | 7:66, 3:6, 6:1 |
| 12.01.  | Moorilla Hobart International Hobart, Australien Tier V – 110.000 $ Hartplatz – 32E/32Q/14D   | Amy Frazier                          | Shinobu Asagoe                       | 6:3, 6:3       |
| 12.01.  | Moorilla Hobart International Hobart, Australien Tier V – 110.000 $ Hartplatz – 32E/32Q/14D   | Shinobu Asagoe Seiko Okamoto         | Els Callens Barbara Schett           | 2:6, 6:4, 6:3  |
| 12.01.  | adidas International Sydney, Australien Tier II – 585.000 $ Hartplatz – 28E/32Q/16D/4Q        | Justine Henin-Hardenne               | Amélie Mauresmo                      | 6:4, 6:4       |
| 12.01.  | adidas International Sydney, Australien Tier II – 585.000 $ Hartplatz – 28E/32Q/16D/4Q        | Cara Black Rennae Stubbs             | Dinara Safina Meghann Shaughnessy    | 7:5, 3:6, 6:4  |
| 12.01.  | Canberra Women’s Classic Canberra, Australien Tier V – 110.000 $ Hartplatz – 32E/32Q/16D/3Q   | Paola Suárez                         | Silvia Farina Elia                   | 3:6, 6:4, 7:65 |
| 12.01.  | Canberra Women’s Classic Canberra, Australien Tier V – 110.000 $ Hartplatz – 32E/32Q/16D/3Q   | Jelena Kostanić Claudine Schaul      | Caroline Dhenin Lisa McShea          | 6:4, 7:63      |
| 19.01.  | Australian Open Melbourne, Australien Grand Slam – 5.590.310 $ Hartplatz – 128E/96Q/64D/32M   | Justine Henin-Hardenne               | Kim Clijsters                        | 6:3, 4:6, 6:3  |
| 19.01.  | Australian Open Melbourne, Australien Grand Slam – 5.590.310 $ Hartplatz – 128E/96Q/64D/32M   | Virginia Ruano Pascual Paola Suárez  | Swetlana Kusnezowa Jelena Lichowzewa | 6:4, 6:3       |
| 19.01.  | Australian Open Melbourne, Australien Grand Slam – 5.590.310 $ Hartplatz – 128E/96Q/64D/32M   | Jelena Bowina Nenad Zimonjić         | Martina Navratilova Leander Paes     | 6:1, 7:63      |

### Februar
| Datum 1 | Turnier                                                                                                 | Siegerin                           | Finalgegnerin                          | Ergebnis      |
| ------- | --- | ---------------------------------- | -------------------------------------- | ------------- |
| 02.02.  | Toray Pan Pacific Open (Halle) Tokio, Japan Tier I – 1.300.000 $ Teppich – 28E/32Q/16D/4Q               | Lindsay Davenport                  | Magdalena Maleewa                      | 6:4, 6:1      |
| 02.02.  | Toray Pan Pacific Open (Halle) Tokio, Japan Tier I – 1.300.000 $ Teppich – 28E/32Q/16D/4Q               | Cara Black Rennae Stubbs           | Jelena Lichowzewa Magdalena Maleewa    | 6:0, 6:1      |
| 09.02.  | Open Gaz de France (Halle) Paris, Frankreich Tier II – 585.000 $ Teppich – 28E/32Q/16D/4Q               | Kim Clijsters                      | Mary Pierce                            | 6:2, 6:1      |
| 09.02.  | Open Gaz de France (Halle) Paris, Frankreich Tier II – 585.000 $ Teppich – 28E/32Q/16D/4Q               | Barbara Schett Patty Schnyder      | Silvia Farina Elia Francesca Schiavone | 6:3, 6:2      |
| 16.02.  | Cellular South Cup (Halle) Memphis, Vereinigte Staaten Tier III – 190.000 $ Hartplatz – 30E/32Q/16D/4Q  | Wera Swonarjowa                    | Lisa Raymond                           | 4:6, 6:4, 7:5 |
| 16.02.  | Cellular South Cup (Halle) Memphis, Vereinigte Staaten Tier III – 190.000 $ Hartplatz – 30E/32Q/16D/4Q  | Åsa Svensson Meilen Tu             | Marija Scharapowa Wera Swonarjowa      | 6:4, 7:60     |
| 16.02.  | ING Vysya Hyderabad Open Hyderabad, Indien Tier IV – 140.000 $ Hartplatz – 32E/32Q/16D/4Q               | Nicole Pratt                       | Marija Kirilenko                       | 7:63, 6:1     |
| 16.02.  | ING Vysya Hyderabad Open Hyderabad, Indien Tier IV – 140.000 $ Hartplatz – 32E/32Q/16D/4Q               | Liezel Huber Sania Mirza           | Li Ting Sun Tiantian                   | 7:61, 6:4     |
| 16.02.  | Proximus Diamond Games (Halle) Antwerpen, Belgien Tier II – 585.000 $ Teppich – 28E/32Q/16D/4Q          | Kim Clijsters                      | Silvia Farina Elia                     | 6:3, 6:0      |
| 16.02.  | Proximus Diamond Games (Halle) Antwerpen, Belgien Tier II – 585.000 $ Teppich – 28E/32Q/16D/4Q          | Cara Black Els Callens             | Myriam Casanova Eleni Daniilidou       | 6:2, 6:1      |
| 23.02.  | Dubai Duty Free Women’s Open Dubai, Dubai Tier II – 585.000 $ Hartplatz – 28E/32Q/16D/4Q                | Justine Henin-Hardenne             | Swetlana Kusnezowa                     | 7:63, 6:3     |
| 23.02.  | Dubai Duty Free Women’s Open Dubai, Dubai Tier II – 585.000 $ Hartplatz – 28E/32Q/16D/4Q                | Janette Husárová Conchita Martínez | Swetlana Kusnezowa Jelena Lichowzewa   | 6:0, 1:6, 6:3 |
| 23.02.  | Copa Colsanitas Seguros Bolivar Bogotá, Kolumbien Tier III – 170.000 $ Sandplatz (rot) – 30E/32Q/16D/4Q | Fabiola Zuluaga                    | María Sánchez Lorenzo                  | 3:6, 6:4, 6:2 |
| 23.02.  | Copa Colsanitas Seguros Bolivar Bogotá, Kolumbien Tier III – 170.000 $ Sandplatz (rot) – 30E/32Q/16D/4Q | Barbara Schwartz Jasmin Wöhr       | Anabel Medina Garrigues Arantxa Parra  | 6:1, 6:3      |

### März
| Datum 1 | Turnier | Siegerin                             | Finalgegnerin                        | Ergebnis       |
| ------- | --- | ------------------------------------ | ------------------------------------ | -------------- |
| 01.03.  | Qatar Total Open Doha, Katar Tier II – 600.000 $ Hartplatz – 28E/32Q/16D/4Q                                 | Anastassija Myskina                  | Swetlana Kusnezowa                   | 4:6, 6:4, 6:4  |
| 01.03.  | Qatar Total Open Doha, Katar Tier II – 600.000 $ Hartplatz – 28E/32Q/16D/4Q                                 | Swetlana Kusnezowa Jelena Lichowzewa | Janette Husárová Conchita Martínez   | 7:64, 6:2      |
| 01.03.  | Abierto Mexicano Telefonica Movistar Acapulco, Mexiko Tier III – 170.000 $ Sandplatz (rot) – 30E/32Q/16D/4Q | Iveta Benešová                       | Flavia Pennetta                      | 7:65, 6:4      |
| 01.03.  | Abierto Mexicano Telefonica Movistar Acapulco, Mexiko Tier III – 170.000 $ Sandplatz (rot) – 30E/32Q/16D/4Q | Lisa McShea Milagros Sequera         | Olga Blahotová Gabriela Navrátilová  | 2:6, 7:65, 6:4 |
| 08.03.  | Pacific Life Open Indian Wells, Vereinigte Staaten Tier I – 2.100.000 $ Hartplatz – 96E/48Q/32D/8Q          | Justine Henin-Hardenne               | Lindsay Davenport                    | 6:1, 6:4       |
| 08.03.  | Pacific Life Open Indian Wells, Vereinigte Staaten Tier I – 2.100.000 $ Hartplatz – 96E/48Q/32D/8Q          | Virginia Ruano Pascual Paola Suárez  | Swetlana Kusnezowa Jelena Lichowzewa | 6:1, 6:2       |
| 22.03.  | NASDAQ-100 Open Miami, Vereinigte Staaten Tier I – 3.060.000 $ Hartplatz – 96E/48Q/32D/8Q                   | Serena Williams                      | Jelena Dementjewa                    | 6:1, 6:1       |
| 22.03.  | NASDAQ-100 Open Miami, Vereinigte Staaten Tier I – 3.060.000 $ Hartplatz – 96E/48Q/32D/8Q                   | Nadja Petrowa Meghann Shaughnessy    | Swetlana Kusnezowa Jelena Lichowzewa | 6:2, 6:3       |

### April
| Datum 1 | Turnier | Siegerin                               | Finalgegnerin                       | Ergebnis      |
| ------- | --- | -------------------------------------- | ----------------------------------- | ------------- |
| 05.04.  | Bausch & Lomb Championships Amelia Island, Vereinigte Staaten Tier II – 585.000 $ Sandplatz (grün) – 56E/16Q/16D/4Q | Lindsay Davenport                      | Amélie Mauresmo                     | 6:4, 6:4      |
| 05.04.  | Bausch & Lomb Championships Amelia Island, Vereinigte Staaten Tier II – 585.000 $ Sandplatz (grün) – 56E/16Q/16D/4Q | Nadja Petrowa Meghann Shaughnessy      | Myriam Casanova Alicia Molik        | 3:6, 6:2, 7:5 |
| 05.04.  | Grand Prix SAR La Princesse Lalla Meryem Casablanca, Marokko Tier V – 110.000 $ Sandplatz (rot) – 32E/32Q/16D/4Q    | Émilie Loit                            | Ľudmila Cervanová                   | 6:2, 6:2      |
| 05.04.  | Grand Prix SAR La Princesse Lalla Meryem Casablanca, Marokko Tier V – 110.000 $ Sandplatz (rot) – 32E/32Q/16D/4Q    | Marion Bartoli Émilie Loit             | Els Callens Katarina Srebotnik      | 6:4, 6:2      |
| 12.04.  | Family Circle Cup Charleston, Vereinigte Staaten Tier I – 1.300.000 $ Sandplatz (grün) – 56E/32Q/28D                | Venus Williams                         | Conchita Martínez                   | 2:6, 6:2, 6:1 |
| 12.04.  | Family Circle Cup Charleston, Vereinigte Staaten Tier I – 1.300.000 $ Sandplatz (grün) – 56E/32Q/28D                | Virginia Ruano Pascual Paola Suárez    | Martina Navratilova Lisa Raymond    | 6:4, 6:1      |
| 12.04.  | Estoril Open Oeiras, Portugal Tier V – 110.000 $ Sandplatz (rot) – 32E/32Q/16D/4Q                                   | Émilie Loit                            | Iveta Benešová                      | 7:5, 7:61     |
| 12.04.  | Estoril Open Oeiras, Portugal Tier V – 110.000 $ Sandplatz (rot) – 32E/32Q/16D/4Q                                   | Emmanuelle Gagliardi Janette Husárová  | Olga Blahotová Gabriela Navrátilová | 6:3, 6:2      |
| 26.04.  | J&S Cup Warschau, Polen Tier II – 585.000 $ Sandplatz (rot) – 28E/32Q/16D/3Q                                        | Venus Williams                         | Swetlana Kusnezowa                  | 6:1, 6:4      |
| 26.04.  | J&S Cup Warschau, Polen Tier II – 585.000 $ Sandplatz (rot) – 28E/32Q/16D/3Q                                        | Silvia Farina Elia Francesca Schiavone | Gisela Dulko Patricia Tarabini      | 3:6, 6:2, 6:1 |
| 26.04.  | Tippmix Budapest Grand Prix Budapest, Ungarn Tier V – 110.000 $ Sandplatz (rot) – 32E/23Q/14D                       | Jelena Janković                        | Martina Suchá                       | 7:64, 6:3     |
| 26.04.  | Tippmix Budapest Grand Prix Budapest, Ungarn Tier V – 110.000 $ Sandplatz (rot) – 32E/23Q/14D                       | Petra Mandula Barbara Schett           | Virág Németh Ágnes Szávay           | 6:3, 6:2      |

### Mai
| Datum 1 | Turnier                                                                                                  | Sieger(in)                          | Finalgegner(in)                      | Ergebnis       |
| ------- | --- | ----------------------------------- | ------------------------------------ | -------------- |
| 03.05.  | Ladies German Open Berlin, Deutschland Tier I – 1.300.000 $ Sandplatz (rot) – 56E/48Q/28D/4Q             | Amélie Mauresmo                     | Venus Williams                       | kampflos       |
| 03.05.  | Ladies German Open Berlin, Deutschland Tier I – 1.300.000 $ Sandplatz (rot) – 56E/48Q/28D/4Q             | Nadja Petrowa Meghann Shaughnessy   | Janette Husárová Conchita Martínez   | 6:2, 2:6, 6:1  |
| 10.05.  | Telecom Italia Masters Rom, Italien Tier I – 1.300.000 $ Sandplatz (rot) – 56E/48Q/28D/4Q                | Amélie Mauresmo                     | Jennifer Capriati                    | 3:6, 6:3, 7:66 |
| 10.05.  | Telecom Italia Masters Rom, Italien Tier I – 1.300.000 $ Sandplatz (rot) – 56E/48Q/28D/4Q                | Nadja Petrowa Meghann Shaughnessy   | Virginia Ruano Pascual Paola Suárez  | 2:6, 6:3, 6:3  |
| 17.05.  | Internationaux de Strasbourg Straßburg, Frankreich Tier III – 170.000 $ Sandplatz (rot) – 30E/32Q/16D/3Q | Claudine Schaul                     | Lindsay Davenport                    | 2:6, 6:0, 6:3  |
| 17.05.  | Internationaux de Strasbourg Straßburg, Frankreich Tier III – 170.000 $ Sandplatz (rot) – 30E/32Q/16D/3Q | Lisa McShea Milagros Sequera        | Tina Križan Katarina Srebotnik       | 6:4, 6:1       |
| 17.05.  | Wien Energie Grand Prix Wien, Österreich Tier III – 170.000 $ Sandplatz (rot) – 30E/32Q/16D/3Q           | Anna Smaschnowa-Pistolesi           | Alicia Molik                         | 6:2, 3:6, 6:2  |
| 17.05.  | Wien Energie Grand Prix Wien, Österreich Tier III – 170.000 $ Sandplatz (rot) – 30E/32Q/16D/3Q           | Martina Navratilova Lisa Raymond    | Cara Black Rennae Stubbs             | 6:2, 7:5       |
| 24.05.  | French Open Paris, Frankreich Grand Slam – 5.982.126 $ Sandplatz (rot) – 128E/96Q/64D/32M                | Anastassija Myskina                 | Jelena Dementjewa                    | 6:1, 6:2       |
| 24.05.  | French Open Paris, Frankreich Grand Slam – 5.982.126 $ Sandplatz (rot) – 128E/96Q/64D/32M                | Virginia Ruano Pascual Paola Suárez | Swetlana Kusnezowa Jelena Lichowzewa | 6:0, 6:3       |
| 24.05.  | French Open Paris, Frankreich Grand Slam – 5.982.126 $ Sandplatz (rot) – 128E/96Q/64D/32M                | Tatiana Golovin Richard Gasquet     | Cara Black Wayne Black               | 6:3, 6:4       |

### Juni
| Datum 1 | Turnier | Sieger(in)                         | Finalgegner(in)                      | Ergebnis       |
| ------- | --- | ---------------------------------- | ------------------------------------ | -------------- |
| 07.06.  | DFS Classic Birmingham, Großbritannien Tier III – 170.000 $ Rasen – 56E/32Q/16D/4Q                                | Marija Scharapowa                  | Tatiana Golovin                      | 4:6, 6:2, 6:1  |
| 07.06.  | DFS Classic Birmingham, Großbritannien Tier III – 170.000 $ Rasen – 56E/32Q/16D/4Q                                | Marija Kirilenko Marija Scharapowa | Lisa McShea Milagros Sequera         | 6:2, 6:1       |
| 14.06.  | Hastings Direct International Championships Eastbourne, Großbritannien Tier II – 585.000 $ Rasen – 28E/32Q/16D/4Q | Swetlana Kusnezowa                 | Daniela Hantuchová                   | 2:6, 7:62, 6:4 |
| 14.06.  | Hastings Direct International Championships Eastbourne, Großbritannien Tier II – 585.000 $ Rasen – 28E/32Q/16D/4Q | Alicia Molik Magüi Serna           | Swetlana Kusnezowa Jelena Lichowzewa | 6:4, 6:4       |
| 14.06.  | Ordina Open ’s-Hertogenbosch, Niederlande Tier III – 170.000 $ Rasen – 30E/14D                                    | Mary Pierce                        | Klára Koukalová                      | 7:66, 6:2      |
| 14.06.  | Ordina Open ’s-Hertogenbosch, Niederlande Tier III – 170.000 $ Rasen – 30E/14D                                    | Lisa McShea Milagros Sequera       | Jelena Kostanić Claudine Schaul      | 7:63, 6:3      |
| 21.06.  | Wimbledon Championships London, Großbritannien Grand Slam – 6.063.070 $ Rasen – 128E/96Q/64D/32M                  | Marija Scharapowa                  | Serena Williams                      | 6:1, 6:4       |
| 21.06.  | Wimbledon Championships London, Großbritannien Grand Slam – 6.063.070 $ Rasen – 128E/96Q/64D/32M                  | Cara Black Rennae Stubbs           | Liezel Huber Ai Sugiyama             | 6:3, 7:65      |
| 21.06.  | Wimbledon Championships London, Großbritannien Grand Slam – 6.063.070 $ Rasen – 128E/96Q/64D/32M                  | Cara Black Wayne Black             | Alicia Molik Todd Woodbridge         | 3:6, 7:68, 6:4 |

### Juli
| Datum 1 | Turnier                                                                                                 | Siegerin                                        | Finalgegnerin                            | Ergebnis        |
| ------- | --- | ----------------------------------------------- | ---------------------------------------- | --------------- |
| 12.07.  | Bank of the West Classic Stanford, Vereinigte Staaten Tier II – 585.000 $ Hartplatz – 28E/16Q/16D/4Q    | Lindsay Davenport                               | Venus Williams                           | 7:64, 5:7, 7:64 |
| 12.07.  | Bank of the West Classic Stanford, Vereinigte Staaten Tier II – 585.000 $ Hartplatz – 28E/16Q/16D/4Q    | Eleni Daniilidou Nicole Pratt                   | Iveta Benešová Claudine Schaul           | 6:2, 6:4        |
| 19.07.  | JPMorgan Chase Open Carson, Vereinigte Staaten Tier II – 585.000 $ Hartplatz – 56E/16Q/16D/4Q           | Lindsay Davenport                               | Serena Williams                          | 6:1, 6:3        |
| 19.07.  | JPMorgan Chase Open Carson, Vereinigte Staaten Tier II – 585.000 $ Hartplatz – 56E/16Q/16D/4Q           | Nadja Petrowa Meghann Shaughnessy               | Conchita Martínez Virginia Ruano Pascual | 6:72, 6:4, 6:3  |
| 19.07.  | Internazionali Femminili di Palermo Palermo Italien Tier V – 110.000 $ Sandplatz (rot) – 32E/29Q/16D/4Q | Anabel Medina Garrigues                         | Flavia Pennetta                          | 6:4, 6:4        |
| 19.07.  | Internazionali Femminili di Palermo Palermo Italien Tier V – 110.000 $ Sandplatz (rot) – 32E/29Q/16D/4Q | Anabel Medina Garrigues Arantxa Sánchez Vicario | Ľubomíra Kurhajcová Henrieta Nagyová     | 6:3, 7:64       |
| 26.08.  | Acura Classic San Diego, Vereinigte Staaten Tier I – 1.300.000 $ Hartplatz – 56E/16Q/24D/4Q             | Lindsay Davenport                               | Anastassija Myskina                      | 6:1, 6:1        |
| 26.08.  | Acura Classic San Diego, Vereinigte Staaten Tier I – 1.300.000 $ Hartplatz – 56E/16Q/24D/4Q             | Cara Black Rennae Stubbs                        | Virginia Ruano Pascual Paola Suárez      | 4:6, 6:1, 6:4   |

### August
| Datum 1 | Turnier | Sieger(in)                           | Finalgegner(in)                          | Ergebnis       |
| ------- | --- | ------------------------------------ | ---------------------------------------- | -------------- |
| 02.08.  | Rogers Cup Montreal, Kanada Tier I – 1.300.000 $ Hartplatz – 56E/32Q/28D/2Q                                                    | Amélie Mauresmo                      | Jelena Lichowzewa                        | 6:1, 6:0       |
| 02.08.  | Rogers Cup Montreal, Kanada Tier I – 1.300.000 $ Hartplatz – 56E/32Q/28D/2Q                                                    | Shinobu Asagoe Ai Sugiyama           | Liezel Huber Tamarine Tanasugarn         | 6:0, 6:3       |
| 02.08.  | Nordea Nordic Light Open Stockholm, Schweden Tier IV – 140.000 $ Hartplatz – 32E/26Q/16D/4Q                                    | Alicia Molik                         | Tatiana Perebiynis                       | 6:1, 6:1       |
| 02.08.  | Nordea Nordic Light Open Stockholm, Schweden Tier IV – 140.000 $ Hartplatz – 32E/26Q/16D/4Q                                    | Alicia Molik Barbara Schett          | Emmanuelle Gagliardi Anna-Lena Grönefeld | 6:3, 6:3       |
| 09.08.  | Idea Prokom Open Sopot, Polen Tier III – 300.000 $ Sandplatz (rot) – 30E/32Q/16D/4Q                                            | Flavia Pennetta                      | Klára Koukalová                          | 7:5, 3:6, 6:3  |
| 09.08.  | Idea Prokom Open Sopot, Polen Tier III – 300.000 $ Sandplatz (rot) – 30E/32Q/16D/4Q                                            | Nuria Llagostera Vives Marta Marrero | Klaudia Jans Alicja Rosolska             | 6:4, 6:3       |
| 09.08.  | Odlum Brown Vancouver Women’s Open Vancouver, Kanada Tier V – 110.000 $ Hartplatz – 32E/32Q/16D/4Q                             | Nicole Vaidišová                     | Laura Granville                          | 2:6, 6:4, 6:2  |
| 09.08.  | Odlum Brown Vancouver Women’s Open Vancouver, Kanada Tier V – 110.000 $ Hartplatz – 32E/32Q/16D/4Q                             | Bethanie Mattek Abigail Spears       | Els Callens Anna-Lena Grönefeld          | 6:3, 6:3       |
| 16.08.  | Olympische Spiele Athen Athen, Griechenland Olympische Spiele Hartplatz – 64E/32D                                              | Justine Henin-Hardenne               | Amélie Mauresmo                          | 6:3, 6:3       |
| 16.08.  | Olympische Spiele Athen Athen, Griechenland Olympische Spiele Hartplatz – 64E/32D                                              | Alicia Molik                         | Anastassija Myskina                      | 6:3, 6:4       |
| 16.08.  | Olympische Spiele Athen Athen, Griechenland Olympische Spiele Hartplatz – 64E/32D                                              | Li Ting Sun Tiantian                 | Conchita Martínez Virginia Ruano Pascual | 6:3, 6:3       |
| 16.08.  | Olympische Spiele Athen Athen, Griechenland Olympische Spiele Hartplatz – 64E/32D                                              | Paola Suárez Patricia Tarabini       | Shinobu Asagoe Ai Sugiyama               | 6:3, 6:3       |
| 16.08.  | Western & Southern Financial Group Women’s Open Cincinnati, Vereinigte Staaten Tier III – 170.000 $ Hartplatz – 30E/32Q/16D/4Q | Lindsay Davenport                    | Wera Swonarjowa                          | 6:3, 6:2       |
| 16.08.  | Western & Southern Financial Group Women’s Open Cincinnati, Vereinigte Staaten Tier III – 170.000 $ Hartplatz – 30E/32Q/16D/4Q | Jill Craybas Marlene Weingärtner     | Emmanuelle Gagliardi Anna-Lena Grönefeld | 7:5, 7:62      |
| 23.08.  | Pilot Pen Tennis New Haven, Vereinigte Staaten Tier II – 585.000 $ Hartplatz – 28E/48Q/16D/4Q                                  | Jelena Bowina                        | Nathalie Dechy                           | 6:2, 2:6, 7:5  |
| 23.08.  | Pilot Pen Tennis New Haven, Vereinigte Staaten Tier II – 585.000 $ Hartplatz – 28E/48Q/16D/4Q                                  | Nadja Petrowa Meghann Shaughnessy    | Martina Navratilova Lisa Raymond         | 6:1, 1:6, 7:64 |
| 23.08.  | Forest Hills Women’s Open Tennis Classic Forest Hills, Vereinigte Staaten Tier V – 65.882 $ Hartplatz – 15E                    | Jelena Lichowzewa                    | Iveta Benešová                           | 6:2, 6:2       |
| 30.08.  | US Open New York, Vereinigte Staaten Grand Slam – 7.017.780 $ Hartplatz – 128E/96Q/64D/32M                                     | Swetlana Kusnezowa                   | Jelena Dementjewa                        | 6:3, 7:5       |
| 30.08.  | US Open New York, Vereinigte Staaten Grand Slam – 7.017.780 $ Hartplatz – 128E/96Q/64D/32M                                     | Virginia Ruano Pascual Paola Suárez  | Swetlana Kusnezowa Jelena Lichowzewa     | 6:4, 7:5       |
| 30.08.  | US Open New York, Vereinigte Staaten Grand Slam – 7.017.780 $ Hartplatz – 128E/96Q/64D/32M                                     | Wera Swonarjowa Bob Bryan            | Alicia Molik Todd Woodbridge             | 6:3, 6:4       |

### September
| Datum 1 | Turnier | Siegerin                           | Finalgegnerin                              | Ergebnis      |
| ------- | --- | ---------------------------------- | ------------------------------------------ | ------------- |
| 13.09.  | Wismilak International Bali, Indonesien Tier III – 225.000 $ Hartplatz – 30E/16Q/16D/3Q                          | Swetlana Kusnezowa                 | Marlene Weingärtner                        | 6:1, 6:4      |
| 13.09.  | Wismilak International Bali, Indonesien Tier III – 225.000 $ Hartplatz – 30E/16Q/16D/3Q                          | Anastassija Myskina Ai Sugiyama    | Swetlana Kusnezowa Arantxa Sánchez Vicario | 6:3, 7:5      |
| 20.09.  | China Open Peking, China Tier II – 585.000 $ Hartplatz – 28E/32Q/16D/4Q/16M                                      | Serena Williams                    | Swetlana Kusnezowa                         | 4:6, 7:5, 6:4 |
| 20.09.  | China Open Peking, China Tier II – 585.000 $ Hartplatz – 28E/32Q/16D/4Q/16M                                      | Emmanuelle Gagliardi Dinara Safina | Gisela Dulko María Vento-Kabchi            | 6:4, 6:4      |
| 27.09.  | Gaz de France Stars (Halle) Hasselt, Belgien Tier III – 170.000 $ Hartplatz – 30E/32Q/16D/2Q                     | Jelena Dementjewa                  | Jelena Bowina                              | 0:6, 6:0, 6:4 |
| 27.09.  | Gaz de France Stars (Halle) Hasselt, Belgien Tier III – 170.000 $ Hartplatz – 30E/32Q/16D/2Q                     | Jennifer Russell Mara Santangelo   | Nuria Llagostera Vives Marta Marrero       | 6:3, 7:5      |
| 27.09.  | JinJianNan Guangzhou International Women’s Open Guangzhou, China Tier III – 170.000 $ Hartplatz – 30E/29Q/16D/4Q | Li Na                              | Martina Suchá                              | 6:3, 6:4      |
| 27.09.  | JinJianNan Guangzhou International Women’s Open Guangzhou, China Tier III – 170.000 $ Hartplatz – 30E/29Q/16D/4Q | Li Ting Sun Tiantian               | Yang Shu-jing Yu Ying                      | 6:4, 6:1      |
| 27.09.  | Hansol Korea Open Seoul, Südkorea Tier IV – 140.000 $ Hartplatz – 32E/32Q/16D/4Q                                 | Marija Scharapowa                  | Marta Domachowska                          | 6:1, 6:1      |
| 27.09.  | Hansol Korea Open Seoul, Südkorea Tier IV – 140.000 $ Hartplatz – 32E/32Q/16D/4Q                                 | Cho Yoon-jeong Jeon Mi-ra          | Chuang Chia-jung Hsieh Su-wei              | 6:3, 1:6, 7:5 |

### Oktober
| Datum 1 | Turnier                                                                                                   | Siegerin                                      | Finalgegnerin                       | Ergebnis       |
| ------- | --- | --------------------------------------------- | ----------------------------------- | -------------- |
| 04.10.  | AIG Japan Open Tennis Championships Tokio, Japan Tier III – 170.000 $ Hartplatz – 30E/32Q/16D/4Q          | Marija Scharapowa                             | Mashona Washington                  | 6:0, 6:1       |
| 04.10.  | AIG Japan Open Tennis Championships Tokio, Japan Tier III – 170.000 $ Hartplatz – 30E/32Q/16D/4Q          | Shinobu Asagoe Katarina Srebotnik             | Jennifer Hopkins Mashona Washington | 6:1, 6:4       |
| 04.10.  | Porsche Tennis Grand Prix (Halle) Filderstadt, Deutschland Tier II – 650.000 $ Hartplatz – 28E/32Q/16D/4Q | Lindsay Davenport                             | Amélie Mauresmo                     | 6:2, Aufgabe   |
| 04.10.  | Porsche Tennis Grand Prix (Halle) Filderstadt, Deutschland Tier II – 650.000 $ Hartplatz – 28E/32Q/16D/4Q | Cara Black Rennae Stubbs                      | Anna-Lena Grönefeld Julia Schruff   | 6:3, 6:2       |
| 11.10.  | Kremlin Cup (Halle) Moskau, Russland Tier I – 1.300.000 $ Teppich – 28E/32Q/16D/4Q                        | Anastassija Myskina                           | Jelena Dementjewa                   | 7:5, 6:0       |
| 11.10.  | Kremlin Cup (Halle) Moskau, Russland Tier I – 1.300.000 $ Teppich – 28E/32Q/16D/4Q                        | Anastassija Myskina Wera Swonarjowa           | Virginia Ruano Pascual Paola Suárez | 6:3, 4:6, 6:2  |
| 11.10.  | Tashkent Open Taschkent, Usbekistan Tier IV – 140.000 $ Hartplatz – 32E/32Q/16D/4Q                        | Nicole Vaidišová                              | Virginie Razzano                    | 5:7, 6:3, 6:2  |
| 11.10.  | Tashkent Open Taschkent, Usbekistan Tier IV – 140.000 $ Hartplatz – 32E/32Q/16D/4Q                        | Adriana Serra Zanetti Antonella Serra Zanetti | Marion Bartoli Mara Santangelo      | 1:6, 6:3, 6:4  |
| 18.10.  | Swisscom Challenge (Halle) Zürich, Schweiz Tier I – 1.300.000 $ Hartplatz – 28E/32Q/16D/3Q                | Alicia Molik                                  | Marija Scharapowa                   | 4:6, 6:2, 6:3  |
| 18.10.  | Swisscom Challenge (Halle) Zürich, Schweiz Tier I – 1.300.000 $ Hartplatz – 28E/32Q/16D/3Q                | Cara Black Rennae Stubbs                      | Virginia Ruano Pascual Paola Suárez | 6:4, 6:4       |
| 25.10.  | Generali Ladies Linz (Halle) Linz, Österreich Tier II – 585.000 $ Hartplatz – 28E/32Q/16D/4Q              | Amélie Mauresmo                               | Jelena Bowina                       | 6:2, 6:0       |
| 25.10.  | Generali Ladies Linz (Halle) Linz, Österreich Tier II – 585.000 $ Hartplatz – 28E/32Q/16D/4Q              | Janette Husárová Jelena Lichowzewa            | Nathalie Dechy Patty Schnyder       | 6:2, 7:5       |
| 25.10.  | Seat Open Luxembourg (Halle) Luxemburg, Luxemburg Tier III – 225.000 $ Hartplatz – 30E/32Q/16D/4Q         | Alicia Molik                                  | Dinara Safina                       | 6:3, 6:4       |
| 25.10.  | Seat Open Luxembourg (Halle) Luxemburg, Luxemburg Tier III – 225.000 $ Hartplatz – 30E/32Q/16D/4Q         | Virginia Ruano Pascual Paola Suárez           | Jill Craybas Marlene Weingärtner    | 6:1, 6:71, 6:3 |

### November
| Datum 1 | Turnier | Siegerin                              | Finalgegnerin               | Ergebnis      |
| ------- | --- | ------------------------------------- | --------------------------- | ------------- |
| 01.11.  | Advanta Championships (Halle) Philadelphia, Vereinigte Staaten Tier II – 585.000 $ Hartplatz – 28E/32Q/16D/4Q | Amélie Mauresmo                       | Wera Swonarjowa             | 3:6, 6:2, 6:2 |
| 01.11.  | Advanta Championships (Halle) Philadelphia, Vereinigte Staaten Tier II – 585.000 $ Hartplatz – 28E/32Q/16D/4Q | Alicia Molik Lisa Raymond             | Liezel Huber Corina Morariu | 7:5, 6:4      |
| 01.11.  | Challenge Bell (Halle) Québec, Kanada Tier III – 170.000 $ Hartplatz – 30E/32Q/16D/4Q                         | Martina Suchá                         | Abigail Spears              | 7:5, 3:6, 6:2 |
| 01.11.  | Challenge Bell (Halle) Québec, Kanada Tier III – 170.000 $ Hartplatz – 30E/32Q/16D/4Q                         | Carly Gullickson María Emilia Salerni | Els Callens Samantha Stosur | 7:5, 7:5      |
| 08.11.  | WTA Tour Championships Los Angeles, Vereinigte Staaten Masters – 3.000.000 $ Hartplatz (Halle) – 8E/4D        | Marija Scharapowa                     | Serena Williams             | 4:6, 6:2, 6:4 |
| 08.11.  | WTA Tour Championships Los Angeles, Vereinigte Staaten Masters – 3.000.000 $ Hartplatz (Halle) – 8E/4D        | Nadja Petrowa Meghann Shaughnessy     | Cara Black Rennae Stubbs    | 7:5, 6:2      |
| 22.11.  | Fed Cup Finale (Halle) Moskau, Russland, Teppich                                                              | Russland                              | Frankreich                  | 3:2           |